# Alfred Thole
Alfred Thole (* 25. Februar 1920 in Großenkneten; † 11. Dezember 2005 in Aurich) war ein deutscher Politiker (CDU). Er war von 1970 bis 1986 im Landtag von Niedersachsen.
Thole besuchte die Schule in Großenkneten und in Oldenburg und erwarb 1939 die Reifeprüfung. Nach einer praktischen Berufsausbildung studierte er Landwirtschaft an den Universitäten in Bonn und in Berlin. Nach dem Studium wurde er Soldat im Zweiten Weltkrieg, nach dessen Ende er den elterlichen landwirtschaftlichen Lehrbetrieb übernahm und bis 1962 bewirtschaftete. Danach wurde er Geschäftsführer des Kreislandvolkverbandes Wesermarsch, was er bis 1970 blieb. Danach wurde er pädagogischer Mitarbeiter der Landesarbeitsgemeinschaft für ländliche Erwachsenenbildung. Von 1960 bis 1981 war er Ratsherr der Gemeinde Großenkneten und auch Kreistagsabgeordneter. Von 1970 bis 1986 gehörte er der siebten bis zehnten Wahlperiode des Niedersächsischen Landtages an.